# Parsac (comuna delegada)
Parsac (en occitano Parçac) era una comuna francesa situada en el departamento de Creuse, de la región de Nueva Aquitania, que el 1 de enero de 2016 pasó a ser una comuna delegada de la comuna nueva de Parsac-Rimondeix al fusionarse con la comuna de Rimondeix.

## Demografía
| Gráfica de evolución demográfica de Parsac entre 1800 y 2013 |
|                                                              |

Los datos demográficos contemplados en este gráfico de la comuna de Parsac se han cogido de 1800 a 1999 de la página francesa EHESS/Cassini, y los demás datos de la página del INSEE.